# Expiação (visão substitucionária)

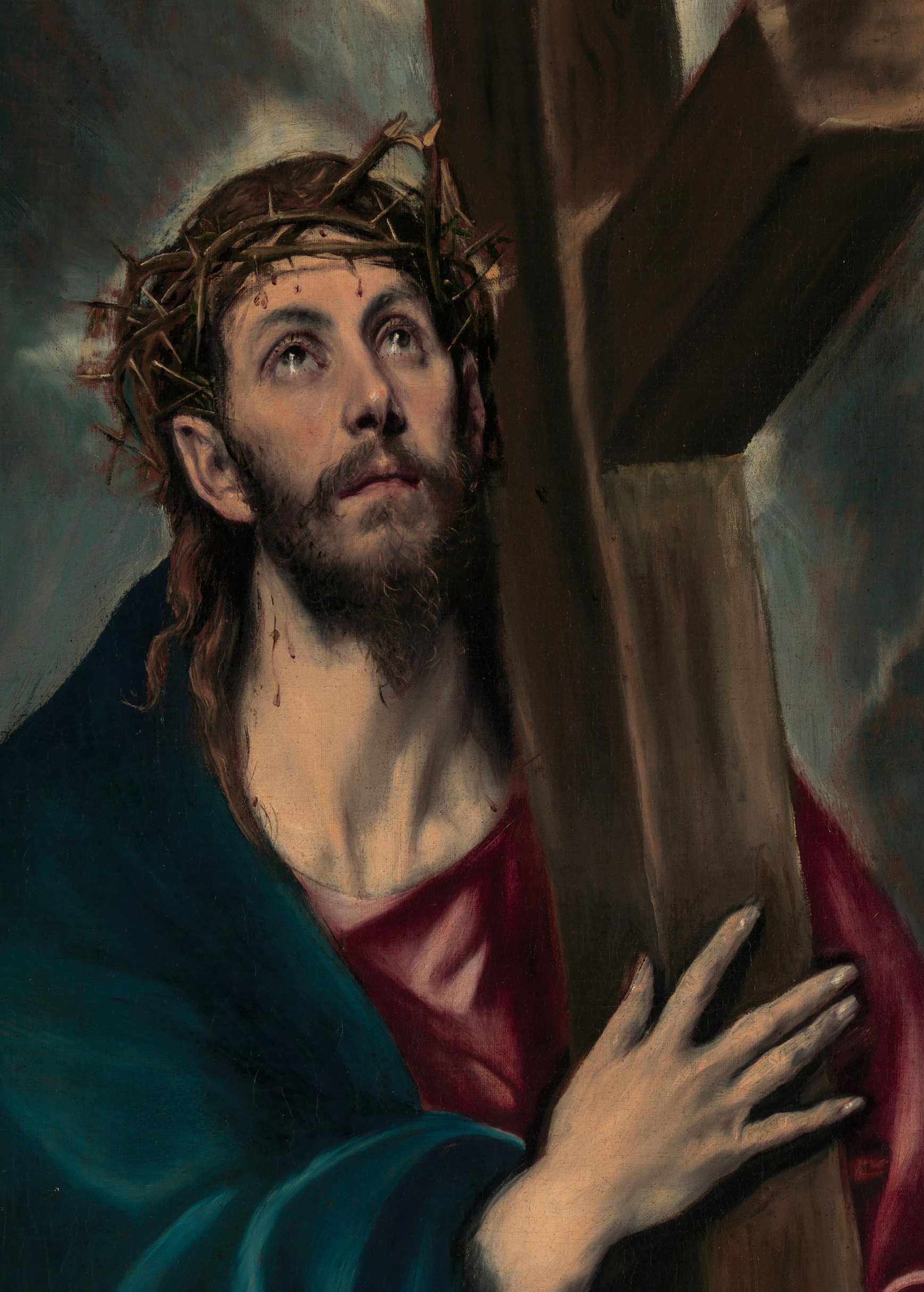
El Greco: Cristo carregando a cruz, 1580.

Expiação substitucionária é a reconciliação do homem pecador com Deus através da morte substitucionária de Jesus Cristo. Também é chamada de expiação vicária.
Na teologia cristã, várias doutrinas da expiação foram se desenvolvendo na história. Todos elas dão lugar central para a vida e a morte de Jesus como um ato supremo de amor pela humanidade para trazer as pessoas a uma relação salvadora com Deus.
Há teorias substitucionárias vicárias, mas não penais. Algumas teorias enfatizam que Jesus morreu pelos pecadores para sua regeneração, como as teorias da influência moral e governamental.
Uma vertente criada a partir da interpretação de Calvino no mundo de língua inglesa é que a teoria da substitucionária penal, a qual postula que Cristo teve morte vicária pelos pecados (não pelos pecadores) e pelas penas desses pecados.